# Zonsverduistering van 30 juni 1992

Animatie zonsverduistering
op 30 juni 1992

De totale zonsverduistering van 30 juni 1992 trok veel over zee, maar was achtereenvolgens te zien in Uruguay en Brazilië.

## Lengte

### Maximum
Het punt met maximale totaliteit lag op zee ver van enig land op coördinatenpunt 25.1492° Zuid / 9.4788° West en duurde 5m20,8s.

### Limieten
| Fenomeen                    | Code | Tijdstip UTC |
| --------------------------- | ---- | ------------ |
| Eerste contact bijschaduw   | P1   | 09:50:58.3   |
| Eerste contact kernschaduw  | U1   | 10:59:51.8   |
| Kernschaduw compleet vanaf  | U2   | 11:03:43.7   |
| Bijschaduw compleet vanaf   | P2   | Niet         |
| Maximum eclips              | GE   | 12:10:25.8   |
| Bijschaduw compleet t/m     | P3   | Niet         |
| Kernschaduw compleet t/m    | U3   | 13:16:57.4   |
| Laatste contact kernschaduw | U4   | 13:20:52.8   |
| Laatste contact bijschaduw  | P4   | 14:29:44.4   |